# Anders Cnattingius
Anders Cnattingius, född 26 november 1711 i Västra Ny socken, Östergötlands län, död 22 juli 1787 i Västra Ny socken, Östergötlands län, var en svensk präst.

## Biografi
Anders Cnattingius föddes 26 november 1711 i Västra Ny socken. Han var son till kyrkoherden Daniel Cnattingius och Elisabeth Dyk. Cnattingius studerade i Skänninge och Linköping. Han blev höstterminen 1731 student vid Uppsala universitet, Uppsala och prästvigdes 7 december 1739. Cnattingius blev 1744 komminister i Skänninge församling, Skänninge pastorat och 1754 kyrkoherde i Västra Ny församling, Västra Ny pastorat. Han avled 22 juli 1787 i Västra Ny socken. Från 1756 var han brunnspredikant vid Medevi brunn.

### Familj
Cnattingius gifte sig 1745 med Maria Elisabeth Lundgren (1729–1786). Hon var dotter till tolagsskrivaren Erik Lundgren och Helena Elisabeth Boman i Norrköping. De fick tillsammans barnen Erik (1746–1807), Daniel, Anders (1748–1756), Elisabeth Margareta (1750–1753), Helena Maria (1753–1754), Elisabeth Margareta , Claes Magnus, Johan, Helena Maria (1760–1828),  Hedvig Ulrica (1761–1762), Hedvig Ulrica (1762–1765), Theophila (1764–1821) och Anna Christina (1766–1843).